# Conflans-sur-Loing
Conflans-sur-Loing – miejscowość i gmina we Francji, w Regionie Centralnym, w departamencie Loiret.
Według danych na rok 1990 gminę zamieszkiwało 286 osób, a gęstość zaludnienia wynosiła 31 osób/km² (wśród 1842 gmin Regionu Centralnego Conflans-sur-Loing plasuje się na 855. miejscu pod względem liczby ludności, natomiast pod względem powierzchni na miejscu 1190.).